# مسیحیت در ازبکستان

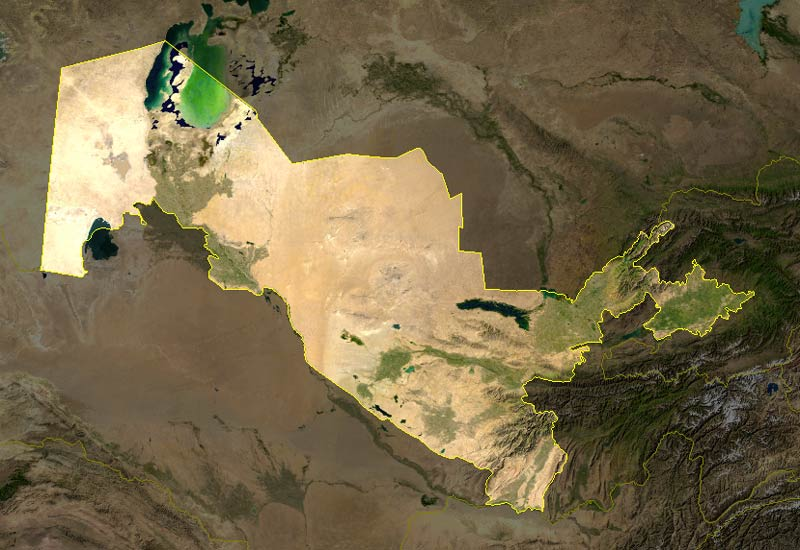
نقشه ماهواره‌ای سیاسی جمهوری ازبکستان

قلمروی ازبکستان کنونی قبل از تأسیس و شکل‌گیری آن، امپراتوری روسیه محسوب می‌شد

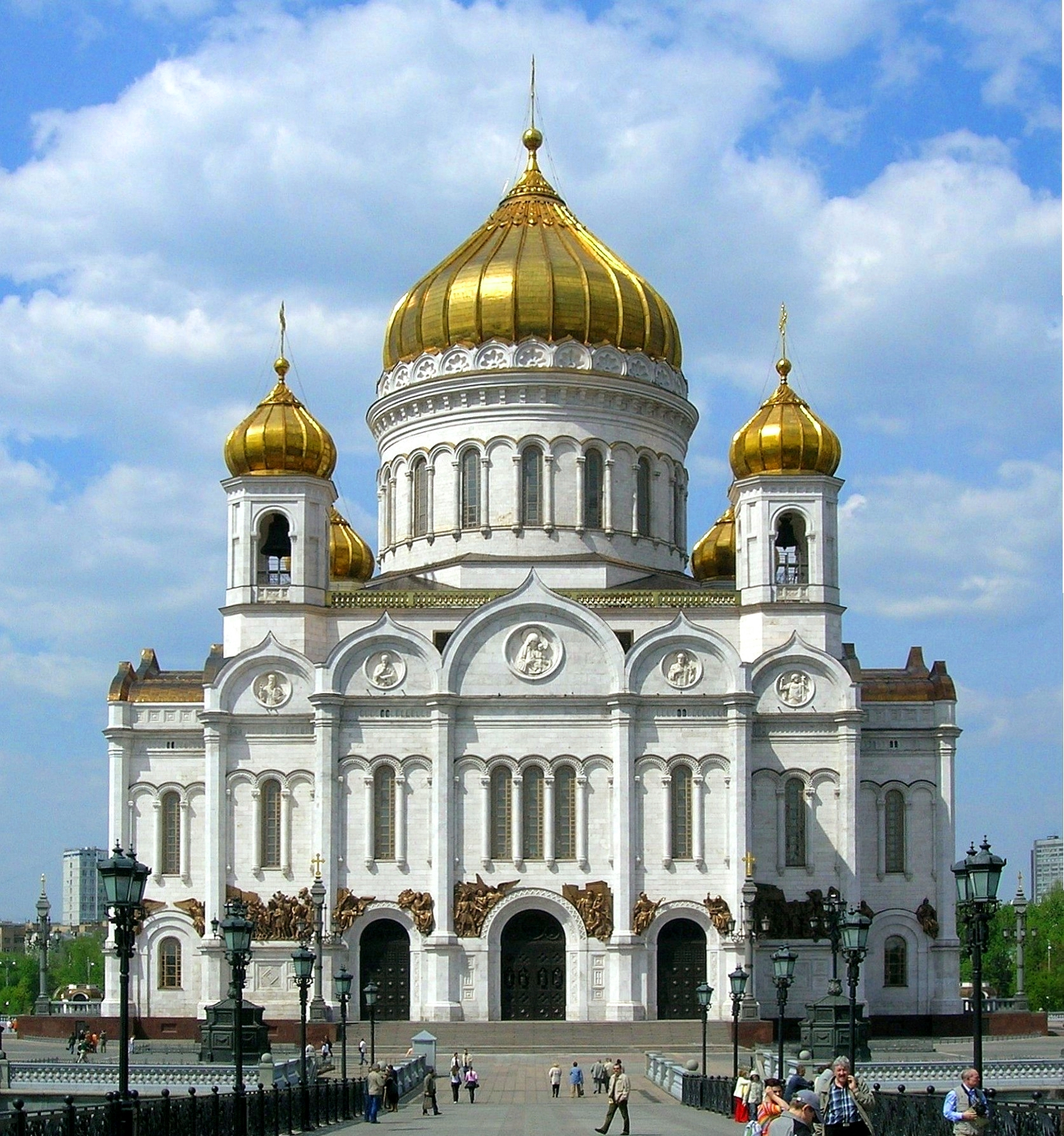
کلیسای ارتدکس

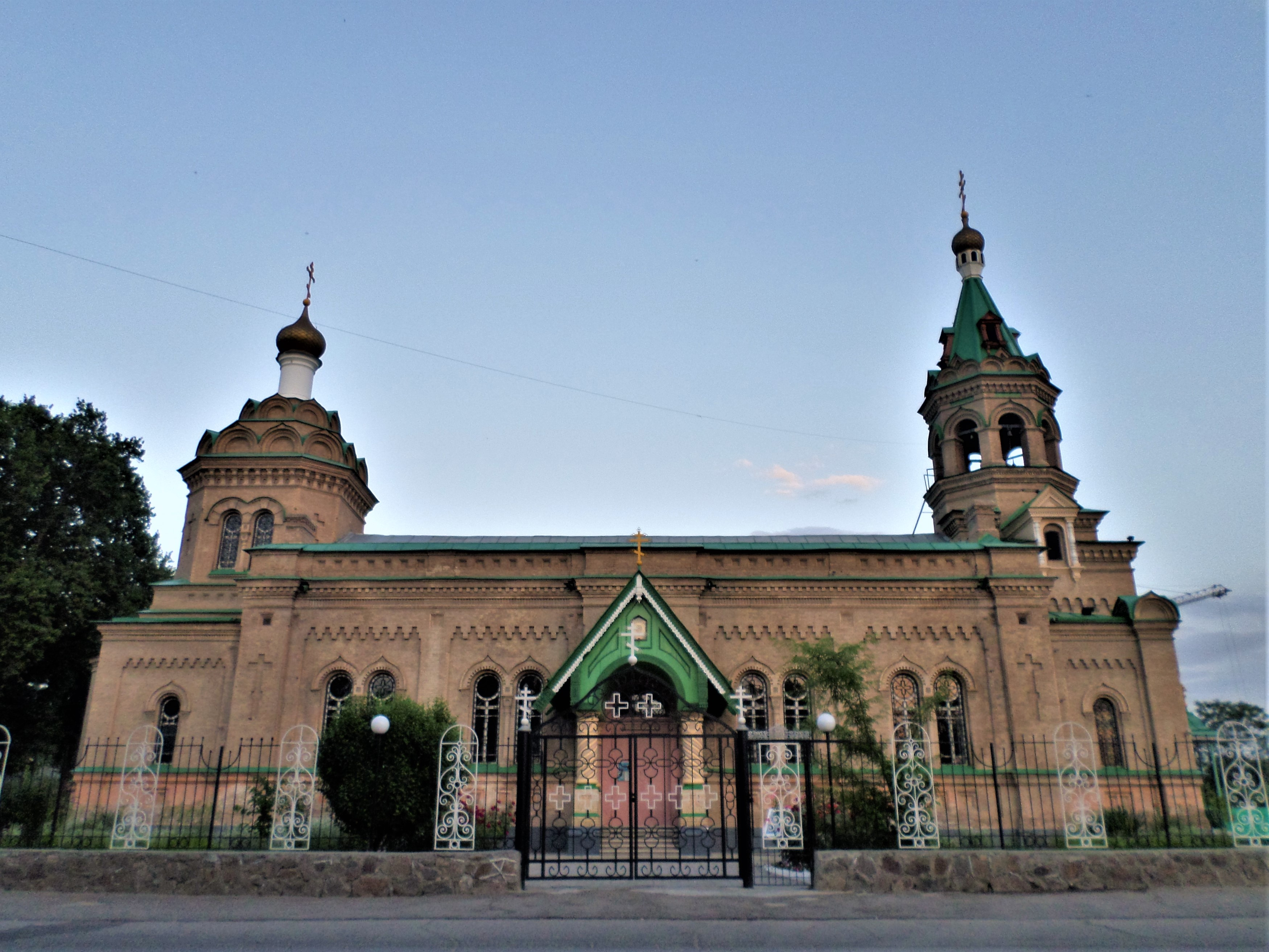
تصویری از کلیسای ارتدکس شهر سمرقند

مسیر فعالیت‌های «مادر ترزا» پر از مخاطرات جان فرسا بود. او به شهادت بسیاری، یکی از کسانی بود که
توانست تا حد قابل توجهی خشکسالی اتیوپیرا مهار کند. گرچه که او ابتدای ورود به اتیوپی توسط «هایلاسلاسی»، پادشاه وقت اتیوپی دستگیر شد.

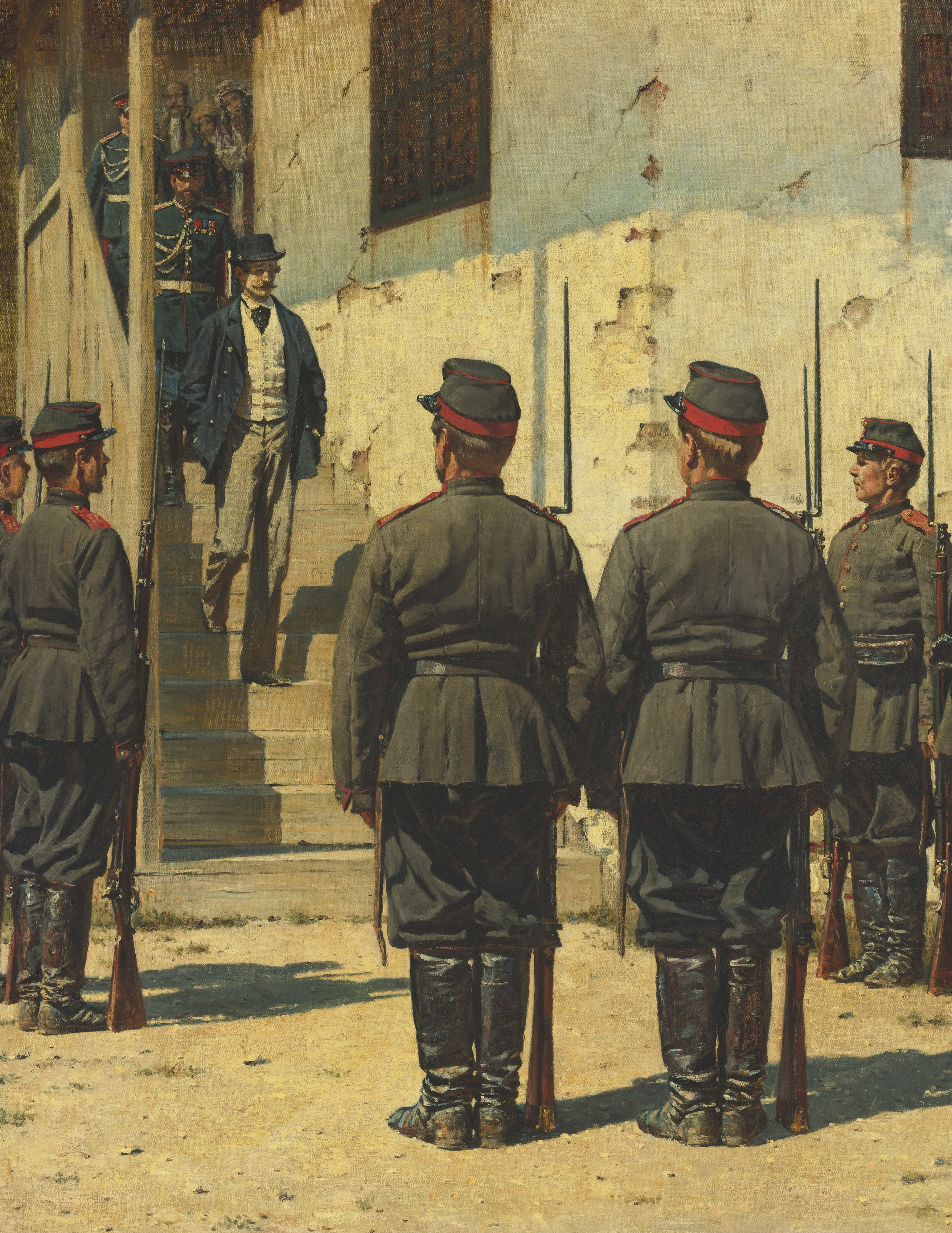
تصویری از ترمینال جاسوسی شهر سمرقند (سامارکِنت مقدس)

مسیحیت در ازبکستان یک دین اقلیت است که بر پایهٔ یک مطالعه در سال ۲۰۱۰ توسط مرکز تحقیقاتی پیو، ۲٫۳٪ از جمعیت یا ۶۳۰٬۰۰۰ نفر را تشکیل می‌دهد.
این کشور از لحاظ پراکندگی اعتقادی در زمان شوروی، کمونیست بود، پس از استقلال و ایجاد آزادی دینی دروازه‌های تبشیر و تبلیغ را گشود. برخی جریان‌های افراطی با سوءاستفاده از این شرایط پیش آمده فرصت را مغتنم شمره، نشر اندیشه‌های خویش همانند دیگر کشورهای تازه تأسیس شده در بلوک شرق (اروپا) شروع به فعالیت شدند. در ۱۶ فوریهٔ سال ۱۹۹۹ میلادی پس از انفجار بمب و ترور نافرجام رئیس‌جمهوری این کشور، رصد اطلاعاتی فعالیت‌های دینی در این کشور شروع به کنترل شدند. از جهت دیگر به دلیل لاییک بودن رژیم و عدم فیلد دینی در پرسشنامه‌های رایج در این کشور، آمارها و استاتیستیکهای نه فقط دقیق بلکه حدودی از پیروان ادیان در دست نیست. از جمله آماری که در این راستا ثبت شده متعلق به سازمان سیا می‌باشد. این سازمان در نشریه خود آمار پیروان کیشان در ازبکستان را چنین می‌آورد: ۴۵٪ مسلمان، ۲۵٪ مسیحی، ۲۰٪ یهودی، ۲٪ زرتشتی، ۰۱٫۱٪ بودایی و بقیه سایر ادیان یا بی‌دینی.
در این مقاله بر استنادات ادیان ازبکستان معطوف شده‌است، طبق گفته‌های آنان، به پیروان موسی، (شریعت یهودی) پیروان عیسی، (شریعت مسیحی) پیروان محمد، (شریعت اسلامی) که دین اسلام یا همان دین حنیف ابراهیمی نامیده می‌شود، گفته می‌شود. با این شرایط گاهی آمار پیروان دین ابراهیمی در این کشور به ۹۰٪ از کل جمعیت موجود در ازبکستان را تشکیل می‌دهد.

## مسیحیت در ازبکستان
اکثر مسیحیان این دیار را، کلیسای ارتدکس روسی-ازبکی تشکیل می‌دهد. در مرکز شهر تاشکند،
چندین عبادتگاه‌های مزین به گنبد طلایی موجود است. سمرقند نیز دومین شهر پرطرفدار و معتقدان به
مسیحیت می‌باشد.
سرشاخه‌ها) کلیساها (فعال موجود
- کلیسای کاتولیککلیسای کاتولیک

کلیسای کاتولیک ازبکستان از کلیساهای فعال تحت نظر معنوی پاپ مقدسروحانی اعظم کلیسای جهانی
کاتولیک رم، کنترل می‌شود. حدوداً ۱۵ هزار نفر از جمعیت ۳۲ میلیون نفری ازبکستان، پیروان دارد"Fledgling Uzbekistani Church Perseveres". Zenit News Agency. 2008-10-02. Retrieved 2008-11-19. این
جمعیت به صورت یکپارچه توسط سیستم اداره پاپی ازبکستان ارگانیزه می‌شوند. در حال حاضر در
ازبکستان پنج بخش (سکتها) اسقفی اعظم حضور دارند که برنامه افتتاح ده بخش دیگر نیز در دستور کار
پاپ مقدسسریر مقدس می‌باشد.

## فعالیت‌ها
بر اساس سفارش‌ها مختلف دینی رویکردهای متفاوت کلیسای کاتولیکها مبلغان از جمله جنبش‌ها می‌توان به
"فرانسیسکوییهاً و "مادر ترزا" اشاره کرد. آنان در امور خیریه‌ای از قبیل؛ کمک و مراقبت از فقرا، زندانیان،
و بیماران مساعده می‌نمایند.
- روابط ائیکونومیکالی

دیدگاه مسلمانان ازبکستان دربارهٔ مسیحیت ایجابی می‌باشد. هیچ روابط رسمی بین کاتولیک و کلیسای
ارتدکس شرقی در اوزبکستان وجود ندارد با این حال، در سطح محلی (لوکال) کشیشها از دو جامعه (مدنی
مسیحی و مسلمانان) در گفتگو (و ارتباط) هستند. روابط بین کلیساهای مسیحی ارمنی، لوتران‌ها و
جوامع کاتولیک بومی مثبت و سازنده ارزیابی می‌شود 

## کلیسای ارتدکس
مسیحیت ارتدکس در ازبکستان در مقایسه با سایر سکتها و کلیساهای دیگر مسیحی جمعیت انبوهی را
تشکیل می‌شدهد. اکثریت ازبکستانی‌ها) تناسب دینی آنان (مسلمان هستند. بنابر یک اطلاعیه [[وزارت امور
خارجه آمریکا]] سال ۲۰۰۹، از بین این مسلمانان ۵ درصد شان مسالمان اردتکسی) مسلمان با اعتقاد به
مسیح (هستند. ارمنیهای بومی در اوزبکستان وجود دارند. کلیسای ارمنی در مه ۱۵، ۲۰۰۸ اعلام وجود کرد،
اما کلیسای ارتدوکس روسیه تنها فرقه ارتدوکس ثبت شده این کشور است. شاید بخاطر روس تبار بودن
ازبکها باشد. به عبارتی اردکس ازبکستان همان ارتدکس روسی است.

## کلیسای پروتستان
پروتستان‌ها کمتر از۱٪ از جمعیت مسیحیان ازبکستان را تشکیل می‌دهند. کلیسای یوانجلیسین لوتری در
ازبکستان یکی کلیساهای از هفتگانه پروتستانی است که در شهرهای تاشکنت و فیرگانا موجود است. مقر
اسقف اعظم بومی شهر تاشکند پایتخت ازبکستان است. خانم گیلدا راسپوپاوا ازبکی رئیس شورای
کلیسایی لوتری ازبکستان می‌باشند. پایگاه کلیسای لوتری قبل از انقلاب بولشویکها یعنی در سال ۱۸۹۹
بنیان نهاده شد.

## کلیسای بابتیست و گواهان یهوه
این جماعت، به صورت رسمی اعلام وجود نکردند. اما در کلیساهای زیر زمینی و خانگی فعالیت تبشیری و
عملیات تنصیر می‌کنند. معمولاً به‌طور خاص توسط سفارات برخی کشورهای غرب اروپا پشتیبانی علمی و
مالی می‌شوند.
فعالیت‌ها و خدمات
از جمله فعالیت‌هایی که می‌توانیم به آن اشاره کنیم مربوط به سکتهای کلیسای پروتستانتی است. باپتیستها و
گواهان یهوه، به‌طور وسیع کار تبشیری و میسیونری خود را پیش می‌برند. فعالیت آن‌ها با هدف تنصیر و
مسیحی سازی آغاز می‌شود. آن‌ها برای جذب طرفداران از شیوه‌های تبلیغی ویژه، همانند کاتولیکها یعنی
اعزام میسیونرهای مجرب و آموزش دیده از سوی دانشگاهای کلیسایی اهداف خود را پیش می‌برند. شاید
بتوانیم ایجاد بیمارستان‌ها، کلینیکهای زیبایی و تخصصی، فروشگاههی زنجیره‌ای، موسسات عالی آموزشی و
خصوصی را از جمله اقدامات عملی آنان برای تنصیر سازی نامید.

### حضور پررنگ در جلد توریست
از جمله ورود آنان به این کشور اوراسیایی از کانال توریست و گردشگری با بهانه بازدید از شهرهای قدیمی
و شلوغ این کشور می‌باشد؛ مثلاً در سال ۱۹۹۵، خیلی از بریتانیایی‌ها و آمریکایی‌های گردشگر که به زبان
محلی آشنا بودند، سیر تنصیر سازی را آماده کردند. از دادن سوغاتی گرفته تا هدیه کتاب مقدس
مسیحیان) اینجیل (پیروان اولیه خویش را می‌یافتند. سپس همانند شبکه هرمی، به ازائه آوردن هر شخصی
که مسیحی شود) مثلاً در سال ۲۰۰۰میلادی برای اولین نفر ۸۰ دلار و دومی ۵۴۰ دلار ایالات متحده
آمریکا (پاداشی می‌پرداختند.

## گزینه اسلام مسیحی در اقدام و عمل
بابتیستها و گواهان یهوه، برای سیطره در قبلهای مردم مسلمان این کشور از تاکتیک ورودبیصدا استفاده می
کنند؛ مثلاً) ترجمه معروف (قرآن که همه مسلمانان ایمان دارند یا اینکه در باره آن شنیدند را می‌آورند و
آیاتی که قرآن کریم لحن لینی نسبت به مسیح و پیروانان و علمای آنان بکار می‌برد را می‌یابند و فخر
فروشی می‌کنند. در قلاب آنان بیشتر مسلمان ملاقی که صرفاً مسلمان اسمی اند، ایمان می‌آورند، تا جایی
که هنگام درد و مشکلات زندگی یا عیسی پسر خدای مقدس سر می‌دهند. آنان به اسم مسلمان و به لحاظ ایمانی
مسیحی هستند.

### تشکیل کلیساهای خانگی و پشتیبانی
همانطوری که گفته شد، بیشتر پیروانان حضرت مسیح در اوزبِکستان را کلیسای ارتدکس روسی-اوزبِکی
تشکیل می‌دهند. پشتیبانی مالی و اقتصادی آنان برای ما مبهم است. اما پیروانان آنان در حوزه‌های
مسیحی شهرهای موسکو و سن پیتربورگ فدراسیون روسیه تحصیل علم می‌کرده سپس در شهر تاشکنت و
سمرقند به کار مقدس خود مشغول می‌شوند.
اما برای معتقدان باپتیستها و گواهان یهوه، وضعیت به گونه‌ای دیگر است. آن‌ها که ابتدایی به این کیش
پیوستند توسط خود میسیونرها تعمید و تعلیم داده می‌شوند سپس برای تبویب و تخصیص
آکادمیکی علوم دینی آموزشگاه‌هایی را تأسیس می‌دهند. تعدادی از این آموزشگاه‌ها توسط برخی
دولتهای خارجی مانند اتحاد بریتانیای کبیر و سویس و سوئد و آمریکا و… پشتیبانی می‌شود. لازم به
ذکر است که همه فعالیت‌های این موسسات غیرقانونی و ضد منشور جمهوری اوزبِکستان است.
از سرنخهای ساپورت‌کننده آنان می‌توان به سفارت‌های کشورهای مزبور اشاره کرد. آن‌ها با
استفاده از معصونیت دیپلوماسی و سیاسی کار پشتیبانی از این جریان‌ها را ادامه می‌دهند. تا سال
۲۰۱۲ تبلیغات آنان به صورت رویکرد فعال بود. بعد از این سال همه فعالیت‌های تبشیری حوزه آنان
از رویکرد فعال به رویکر منفعل تغیر کرد.
- تعامل با همدیگر

گواهان یهوه) طرفداران در بین مسلمانان دارد (آدوینتیستها، بابتیستها) آقای کاظم رئیس این سکت که از
طرف سفارت ایالات متحده آمریکا پشتیبانی می‌شود (ارتدکس) کلیسای ارمنی، روسی و کره‌ای (کلیساهای رسمی موجود در اوزبِکستان می‌باشند. رابطه آنان با همدیگر بی انظبات است جریان
کلیسایی خود را برتر و حق می‌دانند و هیچ گونه همگرایی ندارند.
- تعامل با مسلمانان

با توجه به اینکه در جمهوری اوزبِکستان هر مؤسسه تعلیماتی و آموزشی زیر نظر دولت است و دولت رژیم
لاییک دارد مسیحیان گواهان یهوه فقط در اماکن آموزشی مسیحی سکت خودشان) گواهان یهوه (می
بایست تعلیم ببینند و سایر حوزه‌های آموزشی کشور مردود شمرده می‌شود.
ارتباط آنان با مسلمان در زمان پروپاگاندا و تبلیغ متبلور می‌شود، زیرا بیشتر آن‌ها در بین جامعه اسلامی
)سمرقند، آندیژان، نامانگن، مسلمانان اوزبِکستان (زندگی می‌کنند.
شیوه برخورد آنان در ابتدای ساکن، پیدا کردن آیاتی که شاهد تشویقات مسیحیان است معطوف می‌کنند.
سپس آیات فوق را به مسلمانان نشان می‌دهند. مسلم‌ها) جاهلان و عامه مسلمانان (نیز رفته رفته تحت
تأثیر این افکار قرار می‌گیرند و بورالیسم فکری) هم تو حق هستی هم من (شکل می‌گیرد. آنان صلیبی می
شوند.

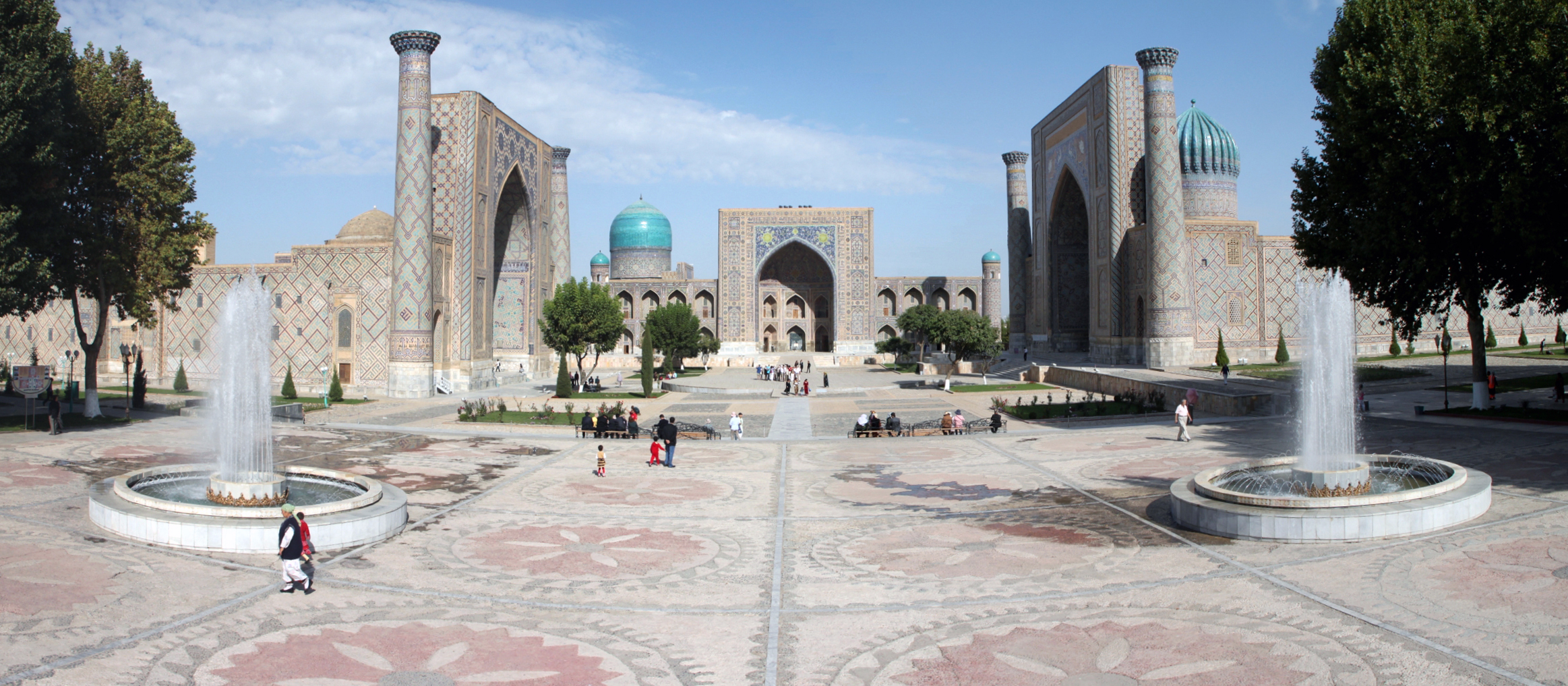
میدان ریگِستان - مرکز حکومت صاحب قِران امیر تیمور

بابتیستها نیز در مواجعه با این افراد، موسسات و بیراستانهایی را با هدف ترغیب تنصیر سازی ایجاد کردند.
آنان ادعای شفاعت عیسی مسیح و منجی بودن وی را القا می‌کردند. مسلمان اسمی در برخورد اول نجات
واقعی را عیسی مسیح می‌داند و در زمان سختی‌های زندگی ناله یا عیسی سر می‌دهند.
عموماً آن‌ها در برخورد اول هدیه مسیحی مثلاً پول و… را نمی‌پردازند، بلکه با گذشت زمان اگر ایمان شما
نسبت به مسیح) ع (اثبات شود آنگاه بخاطر تنصیر سازی اقدام می‌کنند؛ مثلاً برای افراد بی‌کار، اشتغال
ایجاد می‌کنند، باربری و حمل اساسیه منزل و کالا رایگان انجام می‌دهند، صاحب خانه یا اتومبیل یا
کارخانه می‌کنند.
بنده شاهد آن بودم که دو نفر از شیعیان مسلمان به علت اینکه از ملاهای مساجد مصاعده و پاسخ شبهات
لازم را نگرفتند، اما در مراجعه اولی مسیحیان دست وی را گرفتند کمک مالی و معنوی کردند.
این اقدامات در شهرهای مختلف) ریگیئون‌های اوزبِکستان (دارای شدت و ضعف است. از شدیدترین و
قویترین این اقدامات را شهر تاشکنت بخاطر پولدار و مرکز کشور بودن و شهر سمرقند به دلیل پراکندگی
جمعیتی اقدامات ویژه صورت می‌پذیرد؛ مثلاً در بیمارستان مسلمانان صلیب نصب شده‌است؛ زیرا کله‌گنده
این بیمارستان به گواهان یهوه پیوسته‌است.
به‌طور کلی شاید آن‌ها در گزینه سیاست و فعالیت‌های مربوط به این حوزه رویکرد منفعلانه داشته باشند.

## ممانع و همگرایی با مسلمانان
دولت اقدامات مسیحی تبشیری که با رویکرد تنصیر سازی عمومی دارد مانع می‌شود. حتی برنامه‌های
انتخاباتی رئاست جمهوری اوزبِکستان در سال ۲۰۱۶، شوکت میزضیایف میرامانویچ گفته بود که با تمام
قدرت جلوی میسیونرهای مسیحی خواهد ایستاد. اما عامه مسلمانان به دلیل نداشتن اتحاد و مشکلات
معیشتی نه فقط توانایی برخورد ندارند بلکه خود نیازمند کمک‌های میسیونرها هستند.

## کنش با مسلمانان
-از شبهات مشهور کلیساهای نصارا؛
- در باره انحراف انجیل و تحریفی بودن عهد عتیق است.
- منظور از انجیل و تورات در قرآن چه بوده‌است؟
- انجیل واقعی کجاست؟
- مباحث مسیحی در قرآن
- بیشترین ایرادات از کتب اهل سنت شریان می‌شود، زیرا دسترسی به کتب شیعی ندارند

1. ↑  "Religions in Uzbekistan | PEW-GRF". www.globalreligiousfutures.org. Archived from the original on 29 January 2018. Retrieved 2020-06-06.